# 国鉄タキ50000形貨車
国鉄タキ50000形貨車（こくてつタキ50000がたかしゃ）は、1960年（昭和35年）から製作された、日本国有鉄道（国鉄）に車籍を有したガソリン専用の 50 t 積タンク貨車（私有貨車）である。
同一の車体構造で同時に製作された石油類専用タンク車 タキ55000形 についても本項目で解説する。

## 概要
高度経済成長下で増大する貨物輸送量に対応するため、貨車1両あたりの荷重を増大する設計指向が試みられた。本形式は日本車輌製造が主体として開発し、国鉄のガソリン専用タンク車では初の荷重 50 t を実現した。拠点間の大量輸送での活用が試みられたが、既存設備との不適合や汎用的な運用の困難さなどからガソリンタンク車の標準形式とはなり得ず、製作は2形式合計129両で終了した。

## 構造
荷重 50 t、積車時の総重量が 80 t を超える大型貨車として設計され、各部に大荷重への対応がなされる。
タンク体は直円柱形状の組み合わせで、中央部の径が両端部より太い「魚腹形異径胴」と称される形状である。径の太いタンク体中央部は台枠中央部の空間に落とし込まれ、台枠の中梁は省略された。荷重や引張力は車体側面の側梁で負担させ、連結器自体にも容量の大きな緩衝器を設けて連結器を介して伝わる衝撃を抑制する。
台車は日本車輌製造が独自に開発した三軸ボギー台車で、ベッテンドルフ式の二軸台車の片方に台車側梁を長く伸ばした一軸台車を連結し、双方を心皿付の中梁で連結した構造である。軸受は平軸受、枕ばねはコイルばねで、走行特性改善のためオイルダンパを併設する。この台車は後に国鉄形式（TR92形）を付与され、後期の車両では標準化がなされた TR78 形となった。

## 形式別詳説

### タキ50000形
50 t 積のガソリン専用タンク車である。1960年5月23日から1965年（昭和40年）8月31日にかけて90両 （オタキ50000 - オタキ50089）が日本車輌製造（75両）、三菱重工業（4両）、帝國車輛工業（11両）の3社にて製作された。
記号番号表記は特殊標記符号「オ」（全長 16 m 以上）を前置し「オタキ」と標記する。
1979年（昭和54年）10月より化成品分類番号「燃32」（燃焼性の物質、引火性液体、危険性度合1（大））が標記された。
国鉄の大荷重貨車の初期に製作された形式であり、初期の車両では台車や車体構造に種々の差異がある。後期の車両は国鉄の主導で各部の設計が変更され、標準化がなされている。
各年度による製造会社と両数、所有者は次のとおりである。（所有者は落成時の社名）
- 昭和35年度 - 16両
  - 日本車輌製造本店 7両 シェル石油（オタキ50000 - オタキ50006）
  - 日本車輌製造本店 5両 日本石油（オタキ50007 - オタキ50011）
  - 日本車輌製造本店 4両 シェル石油（オタキ50012 - オタキ50015）
- 昭和36年度 - 34両
  - 日本車輌製造本店 5両スタンダードヴァキューム石油（オタキ50016 - オタキ50020）
  - 三菱重工業 4両 スタンダードヴァキューム石油（オタキ50021 - オタキ50024）
  - 日本車輌製造本店 10両 シェル石油（オタキ50025 - オタキ50034）
  - 日本車輌製造本店 10両 日本石油（オタキ50035 - オタキ50044）
  - 日本車輌製造本店 5両 日本石油輸送（オタキ50045 - オタキ50049）
- 昭和37年度 - 9両
  - 帝國車輛工業 9両 丸善海運（オタキ50050 - オタキ50058）
- 昭和38年度 - 2両
  - 帝國車輛工業 2両 丸善海運（オタキ50059 - オタキ50060）
- 昭和39年度 - 21両
  - 日本車輌製造本店 6両 日本石油輸送（オタキ50061 - オタキ50063、オタキ50069 - オタキ50071）
  - 日本車輌製造本店 5両 モービル石油（オタキ50064 - オタキ50068）
  - 日本車輌製造本店 10両 日本石油（オタキ50072 - オタキ50081）
- 昭和40年度 - 8両
  - 日本車輌製造本店 8両 モービル石油（オタキ50082 - オタキ50089）

### タキ55000形
50 t 積の石油類（除ガソリン）専用タンク車である。1960年10月15日から1965年9月30日にかけて39両 （オタキ55000 - オタキ55038）が日本車輌製造（21両）、帝國車輛工業（18両）の2社にて製作された。
記号番号表記は特殊標記符号「オ」（全長 16 m 以上）を前置し「オタキ」と標記する。
1979年10月より化成品分類番号「燃31」（燃焼性の物質、引火性液体、危険性度合2（中））が標記された。
各年度による製造会社と両数、所有者は次のとおりである。（所有者は落成時の社名）
- 昭和35年度 - 3両
  - 日本車輌製造本店 3両 大協石油（オタキ55000 - オタキ55002）
- 昭和36年度 - 10両
  - 日本車輌製造本店 4両 シェル石油（オタキ55003 - オタキ55006）
  - 帝國車輛工業 5両 丸善海運（オタキ55007 - オタキ55011）
  - 日本車輌製造本店 1両 三菱石油（オタキ55012）
- 昭和37年度 - 11両
  - 帝國車輛工業 11両 丸善海運（オタキ55013 - オタキ55023）
- 昭和38年度 - 2両
  - 帝國車輛工業 2両 丸善海運（オタキ55024 - オタキ55025）
- 昭和39年度 - 3両
  - 日本車輌製造本店 3両 日本石油輸送（オタキ55026 - オタキ55028）
- 昭和40年度 - 10両
  - 日本車輌製造本店 10両 日本石油（オタキ55029 - オタキ55038）

## 運用の変遷
製油所や油槽所に近接する、輸送量の大きい駅間の運用に用いられた。常備駅は清水駅（静岡県）・塩浜駅（三重県）・石油埠頭駅・本輪西駅（北海道）・浜安善駅（神奈川県）など、石油関係施設付近の駅が多くを占めた。
大荷重車であり、本形式を効率的に使用できる区間は限られた。後に一般的な二軸ボギータンク車タキ35000形・タキ43000形が大量製作され、拠点間の大規模輸送もこれらの形式で運用されるに至ると本形式の意義は薄れた。車体長が長く、既存の二軸ボギータンク車用の荷役設備に適合しないこと、少数形式ゆえ構造が特殊なものとなり保守が煩雑であったことも加重し、国鉄末期から漸次淘汰されるようになる。
1987年（昭和62年）の国鉄分割民営化時は、タキ50000形52両、タキ55000形21両が日本貨物鉄道（JR貨物）に車籍を継承された。その後は急速に淘汰が進み、タキ55000形は1990年（平成2年）9月までに、タキ50000形は1993年（平成5年）7月までに全車が除籍されている。